# Horst Gibtner

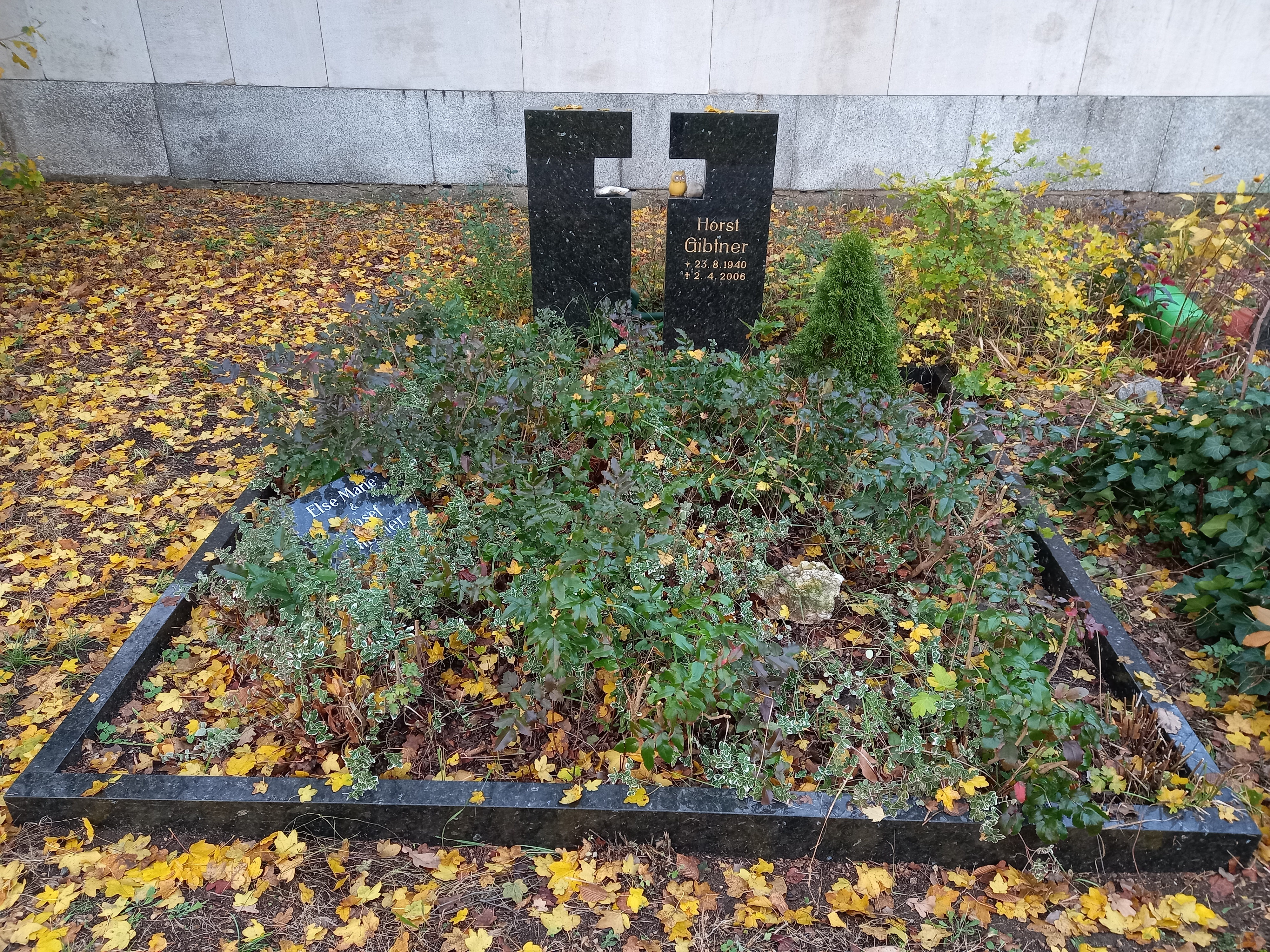
Das Grab von Horst Gibtner auf dem Waldfriedhof Oberschöneweide

Horst Gibtner (* 23. August 1940 in Hirschberg am See; † 2. April 2006 in Berlin) war ein deutscher Politiker der CDU und  letzter Verkehrsminister der DDR.

## Leben
Gibtner wurde in Hirschberg am See im Reichsgau Sudetenland geboren und absolvierte nach dem Besuch der Oberschule an der Dresdner Verkehrshochschule ein Studium, das er 1964 als Diplomingenieur für Eisenbahnsicherung und Fernmeldetechnik beendete. Von 1964 bis 1968 arbeitete er als Entwicklungsingenieur im Werk für Signal- und Sicherungstechnik Berlin. Von 1969 bis 1979 arbeitete Gibtner als Mitarbeiter in Entwicklungsabteilungen der Deutschen Reichsbahn und im Ministerium für Verkehrswesen der DDR.
Gibtner wurde 1971 Mitglied der DDR-Blockpartei CDU und  
diente von 1979 bis 1981 als Stadtbezirksrat für Wohnungspolitik und Wohnungswirtschaft von Berlin-Friedrichshain  in der DDR-Kommunalpolitik. Von Januar 1982 bis 1990 war er als Nachfolger von Wolfgang Schmahl Vorsitzender des CDU-Kreisvorstandes Berlin-Treptow. Von 1981 bis 1990 war er erneut im Ministerium für Verkehrswesen tätig, diesmal als Hauptreferent der Hauptverwaltung Signal- und Sicherungswesen.
Nach den ersten freien Wahlen zur Volkskammer wurde Gibtner im April 1990 in der Regierung de Maizière letzter Verkehrsminister der DDR. Nach der Deutschen Einheit wurde er 1990 über die CDU-Landesliste Berlin in den 12. Deutschen Bundestag gewählt und engagierte sich dort unter anderem bei der Gesetzgebung zur Bahnreform. Für die Wahl zum 13. Deutschen Bundestag erhielt er nur einen aussichtslosen Listenplatz.
Anschließend war er ab Ende 1994 als Bereichsleiter Ausrüstung der Planungsgesellschaft Bahnbau Deutsche Einheit mit der Modernisierung der Leit- und Sicherungstechnik, Telekommunikation und elektrotechnischen Anlagen betraut. In dieser Eigenschaft betreute er auch die Einführung der ETCS-Technik auf der Pilotstrecke Ludwigsfelde–Bitterfeld. Dieser Aufgabe widmete er sich bis Oktober 2000. Vom Vorstand der Deutschen Bahn AG wurde er 1997 zum Konzernbevollmächtigten für das Land Mecklenburg-Vorpommern berufen und koordinierte dort die Zusammenarbeit der verschiedenen Bereiche der Bahn und beteiligter Partner bei der Umsetzung vieler Modernisierungsprojekte.
Gibtner lebte in Berlin-Johannisthal. Zum 1. September 2005 trat er in den Ruhestand. Er erlag nach langer Krankheit einem Krebsleiden. Sein Grab befindet sich auf dem Waldfriedhof Oberschöneweide.

## Auszeichnungen
- 1977 Orden Banner der Arbeit Stufe III
- 1981 Ehrennadel der Nationalen Front in Gold
- 1985 Ehrennadel der Gesellschaft für Deutsch-Sowjetische Freundschaft in Silber
- 1987 Otto-Nuschke-Ehrenzeichen in Bronze